# Caloptilia aurora
Caloptilia aurora là một loài bướm đêm thuộc họ Gracillariidae. Nó được tìm thấy ở Queensland.